# Híres macskák listája
Az alábbi lista valamilyen okból híressé vált élő, vagy kitalált macskákat, macskákról szóló műalkotásokat sorol fel. Kiegészítésképpen olyan műalkotások és egyéb dolgok is felsorolásra kerülnek, amelyek nem közvetlenül, hanem csak címükben, illetve nevükben kapcsolódnak a macskákhoz.

## Történelmi macskák
A történelem során számos macska vált ismertté, esetenként híres gazdáik, szokatlan tulajdonságaik vagy tetteik révén.
- All Ball, a körülbelül 1000 jellel kommunikáló és mintegy 2000 angol szót megértő Kokó nevű gorilla első macskája.
- Blackie 15 millió fontot örökölve a világ leggazdagabb macskájává vált.[1]
- Bob James Bowen Bob, az utcamacska – Hogyan talált rá a remény egy férfira és macskájára a nagyváros utcáin címmel könyvet írt róla.
- Csalogány egy fekete-fehér nőstény macska volt, amely nélkül a híres magyar versenyló, Kincsem egyetlen versenyére sem volt hajlandó elindulni. Legendák keringtek arról, hogy milyen kétségbeesetten kereste egy alkalommal Kincsem egész istállószemélyzete a boulogne-i kikötőben elkóborolt macskát.
- Delmore Schwartz John Cheever amerikai író rövidfarkú, fekete kandúrja volt, melyet meglehetősen utált. A macskát eredetileg Kormosnak (Blackie-nek) hívták, és Cheever 1960-ban egy barátjától kapta ajándékba. Korábban Delmore Schwartz (1913-1966) egykori feleségéé, Elizabeth Polleté volt. Ez a macska szolgált a Golyóraktár (Bullet Park; magyarul 1969) baljóslatú fekete macskájának modelljéül.
- Dewey (ejtsd: Gyúi), az iowai Spencer Közkönyvtárának macskája (*1988 +2006). Vicki Myron és Bret Witter DEWEY – A könyvtár macskája címmel könyvet írt róla.
- Dora és Dick Frances Hodgson Burnett gyermekkönyv-írónő macskái. Az utóbbi részt vett az első New York-i macskakiállításon is.
- Dusty hozta világra a legtöbb utódot, a Texas állambeli Bonhamben. 1935-től 1952-ig 420 kölyke született.[2]
- Emily 2005-ben egy véletlen folytán az Egyesült Államokból Franciaországba utazott egy teherhajóra felvitt konténerben, majd onnan állatorvosa közbenjárásával tért haza.[3][4]
- Faith London belvárosában élt a második világháború idején a Watling Streeten, a Szent Pál-székesegyház közelében álló Szent Ágoston templom parókiáján, melynek 1940. szeptember 9-i lebombázását sértetlenül vészelte át az épület alagsorában, ahová a kényelmetlen körülmények ellenére három nappal korábban Panda nevű kölykével együtt leköltözött. Bátorságáért 1945. október 12-én a PDSA Ezüst Medáljával tüntették ki, melyet a macskák közül elsőként neki ítéltek oda.[5]
- Félicette volt az első macska a világűrben, melynek neve ismertté vált. Franciaországban született, de pontos eredete és neme nem tisztázott (elképzelhető, hogy nőstény volt).[6] Egy tesztsorozat elvégzésével választották ki, 13 társa közül tízet azért szelektáltak ki, mert túl sokat ettek. 1963. október 18-án lőtték fel Algériából egy Véronique AG1-es típusú rakétával amely habár nem állt pályára, mintegy 210 kilométert megtett az űrben. Eközben a földi személyzet a macska agyába épített elektródákon keresztül figyelemmel követhette idegi impulzusait. A korabeli angol nyelvű sajtó Astrocat (kb. „csillagcica”) néven hivatkozott rá. 1992-ben és 1997-ben bélyegek jelentek meg az egykori francia gyarmatokon a Comore-szigeteken és Csádban, melyeken rakétájával, illetve Lajka kutyával és más híres űrutazókkal együtt látható.
- Granpa (=nagypapi) 2000. december 14-én a világ leghosszabb életű macskájaként került be a Guinness Rekordok Könyvébe.[7] A perzsa fajtához tartozott. 1998. április 1-jén pusztult el, 34 évet, 2 hónapot és 4 órát élt.
- Grimalkin volt Nostradamus egyik macskája.
- Hamlet egy Torontóból felszállt repülőgépen tűnt el, ahol 7 héttel később, 1984 februárjában találtak rá, miután megközelítőleg 965 600 kilométert tett meg. A legtöbbet utazott macskaként került be a Guinness Rekordok Könyvébe.
- Himmy egy kasztrált cirmos, 21,3 kilogrammos tömegével a világ legsúlyosabb macskájaként került be a Guinness Rekordok Könyvébe (nyaka átmérője 38,1 centiméter, törzse átmérője 83,3 centiméter, hossza 96,5 centiméter volt). 10 évesen pusztult el légzési rendellenesség következtében.[1]
- Homér egy vak kismacska, gazdája Gwen Cooper, Homér – Egy varázslatos vak kismacska története címmel könyvet írt róla
- Hope (=remény) túlélte a Világkereskedelmi Központ elleni 2001. szeptember 11-ei támadást. Egy étterem romjai közül került elő három kölykével együtt, két héttel a katasztrófa után.
- Icsidzsó japán császár (980–1011) kedvenc macskája, akinek gazdája az 5. udvari rangot adományozta.
- Itse Bitse 2004 októberében a világ legkisebb macskájaként került be a Guinness Rekordok Könyvébe. 2003. október 24-én, 2 éves korában 9,52 centiméter magas és 38,1 centiméter hosszú volt.[7]
- Jake egy vörös színű cirmos a kanadai Ontario államból, amely 28 lábujjával állított fel Guinness-rekordot.[8]
- Litty volt a legöregebb anyaállat. 1987 májusában, 30 évesen két kölyke született.[7]
- Meet 18 napot töltött el a Világkereskedelmi Központ romjai alatt.
- Micetto XII. Leó pápa macskája. Hatalmas, szürkés vörös, fekete csíkos macska volt, mely Raffaello loggiáján született a Vatikánban. Előszeretettel üldögélt a pápa fehér palástjának egyik redőjén, míg a gazdája nagyköveti audienciákat tartott. Micetto szokásai közé tartozott a napi magaslati séta a Szt. Angelus templom kupolájában. Leó pápa 1829-ben bekövetkezett halála után a macskát annak legnagyobb csodálója, Chateaubriand francia író-diplomata örökölte, aki ez időben nagykövet volt Rómában.
- Mrs. Chippy Ernest Shackleton birodalmi transzantarktiszi expedíciójának hajómacskája, a hajóács tulajdonában volt.
- Muezza Mohamed próféta macskája. Egyszer a macska Mohamed ruhájának ujján aludt; amikor a próféta fel akart kelni, hogy imádkozzon, ahelyett, hogy a macskát felzavarta volna, inkább levágta a ruha ujját. Később Mohamed kijelölt a macska számára egy helyet a Paradicsomban, továbbá háromszor megcirógatta a macska hátát, hogy annak kilenc élete legyen és mindig a talpára essen.
- Nedzsem (a név jelentése: ’édes, kedves’) egy egyiptomi hivatalnok, Puimré macskája volt, az ő sírjában (TT39) maradt fenn ábrázolása. Ő az első olyan egyed, melynek neve fennmaradt. Az egyiptomiak többnyire nem adtak nevet macskájuknak azon kívül, hogy „macska”.[9]
- Ninja 1996-ban körülbelül egy év alatt tette meg a Washington és Utah államok közti 1368 kilométeres utat, hogy egy költözés után visszataláljon régi otthonába.
- Norton Peter Gethers író macskája. A macska, aki Párizsban járt című könyvében írt róla.
- Patsy Charles Lindbergh macskája. Az Atlanti-óceán átrepülését megelőzően járt a Spirit of Saint Louis pilótafülkéjében, Lindbergh azonban nem vitte magával, mivel úgy ítélte meg, hogy az utazás túl veszélyes lenne az állat számára.
- Penge a Szegedi Tudományegyetem Egyetemi Könyvtárának macskája.[10]
- Pudlenka Karel Čapek regény- és drámaíró macskája, éppen akkor keveredett az író küszöbére, amikor annak egy másik macskája, egy angórakandúr méregtől elpusztul. Pudlenka mint „Halhatatlan Macska” jelenik meg a Volt egy kutyám és egy macskám (1940) című könyvében, amelyben Pudlenka számos ivadéka közül ketten szerepelnek még, II. Pudlenka, melyet széttépett egy kutya, és III. Pudlenka.
- Rizsű a BaBa macskája, kisfiú, szeret nyávogni. Arról lett híres, hogy tud beszélni, valamint meggátolja a vitákat erőteljes "minyauminyauminyau" nyávogással.
- Rusty 1949-ben 83 nap alatt gyalog tette meg a Massachusetts állambeli Boston és az Illinois állambeli Chicago közti 1528 kilométeres távolságot, hogy megtalálhassa gazdáját, aki költözésekor hátrahagyta.[11]
- Scarlett 1996. március 30-án több súlyos sérülést elszenvedve kimentette hat kölykét egy garázsban keletkezett tűzből, a New York-i Brooklynban. A gazdátlan állatot és kölykeit (melyek közül az egyik egy hónap múlva halálos kimenetelű vírusfertőzést kapott) sikerült örökbe adni. Scarlett ugyan később elpusztult egy autóbalesetben, emlékére azonban a North Shore Animal League nevű állatvédő szervezet díjat hozott létre, melyet olyan állatoknak ítélnek oda, melyek életüket kockáztatva állatokat vagy embereket mentenek meg.
- Simon az HMS Amethyst brit hadihajó macskája volt. 1948 márciusában került a fedélzetre, a Hongkonghoz tartozó Stonecutters Island kikötőjében. 1949-ben a kínai kommunista hatalomátvétel idején bekövetkezett Jangce-incidens során súlyosan megsérült, miután a kapitány kabinját ágyútalálat érte. Rágcsálóirtó és moráljavító tevékenységéért az állatok Viktória Keresztjének is nevezett PDSA Dickin Medállal (melyet a macskák közül elsőként neki ítéltek oda) és a Blue Cross medállal tüntették ki. Kitüntetéséről számos újság beszámolt, így hazájában és külföldön egyaránt ismertté vált. Sokan leveleket és ajándékokat küldtek a számára. 1949. november 28-án pusztult el a plymouthi kikötő karanténjában, egy korábbi sérülései kapcsán elszenvedett vírusfertőzés miatt. A Time magazin megemlékezést közölt róla, temetésén pedig százak vettek részt, köztük a hajó teljes legénysége. Sírhelye a PDSA ilfordi állattemetőjében található. A Brit Királyi Haditengerészet méretének csökkentése folytán Simon Dickin Medálját 1993 szeptemberében 23 000 fontért elárverezték egy aukción. A pénzből egy állati hősökről szóló filmet kívántak készíteni. A relikvia 1999-ben az esemény 50. évfordulója alkalmából Plymouth-ban megrendezett kiállításon volt látható ismét, 2006-ban pedig a londoni Imperial War Museum „Animals In War” (Állatok a háborúban) című kiállításának részeként mutatták be.[12]
- Snowbie a leghosszabb ismert macska, 1997. november 21-én, 4 évesen 33 centiméter magas és 103 centiméter hosszú volt az orrától a farka végéig (a farok hossza 31 centiméter). Tömege hivatalosan 21 kilogramm, más források szerint azonban a 24 kilogrammot is elérte.[13]
- Socks Clinton (1989 – 2009) Bill Clinton macskája.
- Stubbs az alaszkai Talkeetna kisváros megválasztott tiszteletbeli polgármesteri tisztségét tölti be 1997 óta.[14]
- Sugar 14 hónap alatt 2400 kilométert utazott, hogy megtalálja a kaliforniai Andersonból Oklahomába költözött gazdáit.[2]
- Ta-Mit az ókori egyiptomi Thotmesz herceg macskája volt, akit halála után bebalzsamozva, kis mészkő szarkofágban temettek el. A szarkofágon a képek a macskát az elhunyt emberekhez hasonlóan istenek társaságában ábrázolják, előtte áldozati étel. Nevében a ta szó a nőnemű névelő, míg a mit egyszerűen nősténymacskát jelentett egyiptomi nyelven; a miu nőnemű alakja, valószínűleg hangutánzó szó.[15]
- Towser a legjobb egérfogóként ismert macska. Élete 24 éve során, 1963. április 21-e és 1987. március 20-a között 28 899 egérrel végzett (emellett számos patkányt és nyulat is zsákmányul ejtett) a skóciai Glenturret szeszfőzdében, ahol szobrot állítottak emlékének.
- Trim 1797-ben született a Jóreménység foka közelében. Matthew Flinders hajójára, a HMS Reliance-ra került, mellyel körülutazta Ausztráliát, majd eltűnt, miután úton hazafelé Mauritiuson a franciák kémkedés vádjával bebörtönözték gazdáját (aki szerint a hűséges és gyengéd állatot feltehetően elrabolták a cellából, majd megették az éhes rabszolgák). 1996-ban szobrot állítottak az emlékére a sydney-i Mitchell Könyvtárban, mely 1925-ben Flinders unokájától kapta ajándékba az utazó személyes feljegyzéseit. Az Új-Dél-Walesi Állami Könyvtár kávézóját is Trimről nevezték el.
- Trixie Southampton harmadik grófja, Henry Wriothesley (1573–1624) fekete-fehér macskája volt. Mikor gazdája I. Erzsébet uralkodása alatt a Towerben raboskodott, a macska átvágott Londonon, majd egy kéményen keresztül beszökött gazdája cellájába, ahol szabadon bocsátásukig két évet töltöttek el együtt. Ezután a gróf festményt készíttetett, melyen kedvencével együtt látható a börtöncellában.
- The Unsinkable Sam (Az elsüllyeszthetetlen Sam), a brit királyi haditengerészet kabalaállata, nyugdíjazása előtt a Bismarck, az HMS Cossack, és az HMS Ark Royal megtorpedózását is túlélte.
- Bart, a halottnak hitt, eltemetett, majd öt nap múlva élve előkerült macska.[16]

## Macskák a kultúrában
- 2011 – a Macska éve (kínai horoszkóp)

#### Macskaszereplők az irodalomban
- Kacor király és Csizmás Kandúr mesehősök
- Bajszos a Brémai muzsikusok című Grimm-mesében
- Behemót Bulgakov A Mester és Margarita című regényében
- a Dr. Seuss által megálmodott Macska, amelyből Mike Myers főszereplésével film is készült Macska, Le a kalappal! címmel
- névtelen macska az Állatfarm c. regényben (jellemzői: képmutatás, elvtelenség, közöny)
- Mrs. Norris, Csámpás és a macskaalakot öltő Minerva McGalagony a Harry Potter regényekben és filmekben
- Dzsidzsi a Kiki, a boszorkányfutár című ifjúságiregény-sorozatban
- A magányosan sétáló macska Rudyard Kipling novellájában
- Nyaú Fekete István állatos regényeiben
- Sicc, Kálmán Jenő író és Tankó Béla rajzoló mesefigurája
- Findusz, Pettson macskája Sven Nordquist: Pettson és Findusz mesekönyveiben
- Church, a Creed család macskája Stephen King: Állattemető című regényében
- Cheshire macska, aki eltűnik, de a vigyora megmarad Lewis Carroll: Alice Csodaországban című művében
- Narcissza, Noémi fehér macskája Jókai Mór: Az arany ember című regényében
- Szieszta, Koisi macskája Kasivai Hiszasi: A Kamogava Kifőzde című regényben
- Tao, sziámi macska Sheila Burnford: Hihetetlen történet című művében
- Tora (Tigris), Nacukava Szószuke: Rintaró és a könyvek útvesztője c. regényében
- Szultán és Cédruska, Nácsa János: A Csontváry-kód, avagy nem esik messze a macska a fájától című szatirikus-misztikus krimijében
- Honoré de Balzac:A Labdázó Macska Háza

#### Regények, elbeszélések, novellák
Az alábbi felsorolásban olyan művek is vannak, melyek csak címükben utalnak a macskákra, konkrét macskaszereplők nélkül.
- Arikava Hiro: Az utazó macska krónikája
- Bajor Andor: A macskák megjavulásának története
- Bálint Ágnes: Gücülke és cimborái
- Bálint Ágnes: Foltoskönyökű- Hamuka, és a bálozó macskák
- Bálint Ágnes: Frakk és a macskák
- Bertha Bulcsu: A hontalan macska
- Bertha Bulcsu: Akinek minden sikerül
- Bertha Bulcsu: Presztízskérdés
- Honoré de Balzac: A Labdázó Macska Háza
- Mihail Bulgakov: A Mester és Margarita – Behemót, az ördög emberszerű, beszélni tudó macskája
- Karel Čapek: A pástétom
- Sigrun Casper: Berlin egy macska
- Wictor Charon: Létrás Macska kalandjai
- Agatha Christie: Macska a galambok között
- Anton Pavlovics Csehov: A kandúr
- Ito Tenzan Csuja: A csodálatos macska
- Csukás István: Aszpirin és Lucifer
- Földes Jolán: A halászó macska uccája (1936)
- Gárdonyi Géza: Micó
- G. Szabó Judit: A macskát visszafelé simogatják
- Jaroslav Hašek: Balszerencsés történet egy kandúrról
- Hašek: Márkus kandúr csodálatos kalandjai
- Ernest Hemingway: Macska az esőben (1925)
- Hiraide Takasi: A macskavendég
- E. T. A. Hoffmann: Murr kandúr életszemlélete (1820)
- Isida Só: Macskát receptre
- Jókai Mór: A háromszínű kandúr
- Jókai Mór: De már most hol a macska?
- Karinthy Frigyes: Ötórai záróra („azt álmodtam, hogy két macska voltam, és játszottam egymással”)
- Franz Kafka: Kereszteződés
- Kavamura Genki: Ha a macskák eltűnnének a világból
- Stephen King: Állattemető
- Rudyard Kipling: A magányosan sétáló macska (1902) → Magyarul
- Kosztolányi Dezső: Öreg nénike és a macska
- Krúdy Gyula: A kandúr csodatettei
- Lao Sö: Macskaváros Krónikája
- Howard Philips Lovecraft: Ulthar macskái
- George Mikes: Tsi-Tsa és Tsai
- Mikszáth Kálmán: A pasa macskája
- Mikszáth Kálmán: Ne félj, Mátyás!
- Móra Ferenc: A macskavásár
- Nacukava Szószuke: Rintaró és a könyvek útvesztője
- Nacume Szószeki: Macska vagyok
- Nagy Lajos: A macska
- Örkény István: Macskajáték (1963)
- Örkény: Macska az esőben (1937)
- Edgar Allan Poe: A fekete macska (1843)
- Akif Pirinçci: Felidae (1989)
- Theodoros Prodromos: Macska-egér harc (Katomyomachia, 12. század)
- Rákosi Viktor (Sipulusz): Történet egy macskáról
- Joanne Kathleen Rowling: Harry Potter regényeiből (1997–2007) Csámpás és Mrs. Norris, valamint a macskává változó Minerva McGalagony
- Georges Simenon: A macska
- Sajdik Ferenc: Hát (m)ilyenek a macskák? (1987)
- Stoker, Bram: Az indián asszony
- Szabó Lőrinc: De a macska, a macska elégett!
- Szabó Magda: A macskák szerdája
- Szabó Magda: Az ajtó
- Szabó Magda: Örömhozó, bánatrontó- levelek a szomszédba (2009)
- Nacume Szószeki: Macska vagyok (1905-1906, regény)[17]
- Tamás Zsuzsa: Macskakirálylány
- Vlagyimir Szutyejev: A három kiscica, A szeszélyes cica, Miau, A kisegér, meg a ceruza, stb. a Vidám mesék mesegyűjteményből.
- Wass Albert: A költő és a macska (1978)
- David Michie: A Dalai Láma macskája

#### Versek
- Guillaume Apollinaire: Cica
- Arany János: Családi kör
- Arany János: A tudós macskája
- Charles Baudelaire: A macska (1857)
- Bella István: Dorombszó (1999)
- Jorge Luis Borges: Egy macskához
- François de Corniére: Kedvem lett volna leírni azt a pillanatot
- Dési Ábel: Ciróka képei (1998), Macska-álmok a szerelemről (1990–1995)
- Thomas Stearns Eliot: Macskák könyve (1939)
- Erdélyi József: Macska
- Thomas Gray: Egy elkényeztetett cicáról, mely az aranyhalas medencébe fúlt
- Heltai Jenő: Macskák
- Jékely Zoltán: Intő szavak süldő macskánkhoz
- Kassák Lajos: Macskaszerelem
- John Keats: Szonett Mrs. Reynolds macskájához
- Manfred Kyber: A próféta macskája
- Lányi Sarolta: Cica-vers
- Edward Lear: A bagoly és a cica
- Detlev von Liliencron: Szfinx a rózsák között
- Don Marquis: archy and mehitabel
- Mikszáth Kálmán: A kevély anya-macska
- Mikszáth Kálmán: A kis czicza
- Harold Monro: A cica tejet kap
- Pablo Neruda: A macskához
- Őri István: Cicafigyelmeztető, Cicakérlelő, Macskakereső, Az éhes macska, A torkos macska
- Radnóti Miklós: Rímpárok holdas éjszakán
- Romhányi József: A babonás fekete macska
- Romhányi József: A macskafogó egér
- Somlyó György: A macska tízezer létezésmódja
- Theodor Storm: Macskaszámtan
- Szabó Lőrinc: Cila
- J. R. R. Tolkien: A macska
- Vékás Sándor: A balga macska
- Weöres Sándor: A fekete kandúr
- Weöres Sándor: Macskainduló
- Weöres Sándor: A macska
- Paul Verlaine: Az asszony és a macska
- Vörös István: Macska a jászolban

#### Idézetek
- „Ettél macskát tejes rizsbe?” Lőwy Árpád: Levél Túr apónak Rómába
- „Három macskát, tíz egeret,”... Tréfás mondóka

#### Mesék
- Csizmás kandúr (francia népmese)
- Csukás István: Mirr-Murr, a kandúr
- Grimm fivérek: A macska meg az egér barátsága, A róka meg a macska
- James Joyce: Koppenhága macskái, A macska és az ördög[18]
- Kálmán Jenő: Sicc
- A bujdosó macska (népmese)
- Kacor Király (magyar népmese)
- A macskáról és a rókáról (népmese)
- A rest macska (népmese)

#### Képregény
- Blacksad, Juan Díaz Canales és Juanjo Guarnido képregénye (2000)
- Félix, a macska (1919)
- Fekete Macska, a Marvel Comics képregények egyik szereplője (1979)
- Garfield, Heléna és Nermal (1978)
- Herkules a Pif és Herkules sorozatból (1950)
- Lackadaisy (vagy Lackadaisy Cats), Tracy J. Butler által rajzolt internetes képregénye (2006–)
- Macskanő, a DC Comics egyik szereplője (1940)
- Simon's Cat – Simon Tofield képregényének főhőse (2008–)
- Flerken, egy földönkívüli faj a Marvel képregényekben, mely külsőleg pont olyan, mint egy földi macska (2014)

#### Drámák
- Tennessee Williams: Macska a forró bádogtetőn (1955)
- Örkény István: Macskajáték (1963)
- Macskák (Cats), musical (1981), zeneszerző: Andrew Lloyd Webber – T. S. Eliot: Macskák könyve (1939) alapján

### Filmek

#### Macskák filmcímekben
- Kati és a vadmacska (1955)
- Macska a forró bádogtetőn (1958)
- A Macska kinyújtja karmait (1960)
- Mi újság, cicamica? – (Peter Sellers, (1965)
- Cicababák (1965)
- A kilencfarkú macska (1971)
- A macska (1971)
- Fekete macska című magyar film (1972)
- Macska az űrből (1978)
- Macskaszem (1985)
- A világ leggazdagabb macskája (1986)
- A vasmacska kölykei (1987)
- Fránya macska (1997)
- Kutyák és macskák (2001)
- A macska – Le a kalappal! (2003)
- A Macskanő (2004)
- Macskák (2019)

#### Macskák filmekben
- Macskák a Kutyák és macskák és a Kutyák és macskák: A rusnya macska bosszúja című amerikai családi vígjátékokban
- Ernst Stavro Blofeld fehér macskája több James Bond–filmben
- Kand úr, Dr. Genya macskája az Austin Powers filmekben
- Hómancs a Stuart Little Kisegér című filmben
- Jones, Ripley macskája A nyolcadik utas: a Halál és A bolygó neve: Halál című filmekben
- Salem Saberhagen, a 100 évre macskává változtatott diktátor a Sabrina, a tini boszorkány című filmsorozatban
- Chatran kalandjai, japán film egy cica kalandjairól
- Goose, a Marvel Kapitány című film macskának látszó flerken szereplője.
- Az ember, akit Ovénak hívnak című svéd filmben egy ragdoll "játssza" a főszereplő házikedvencét.

#### Macskák rajzfilmekben
- Macskák a Macskák királysága című japán rajzfilmben (2002)
- Cili és Krampusz a Vili, a veréb című rajzfilmben (1989)
- Csizmás Kandúr a Shrek 2 és a Harmadik Shrek című rajzfilmekben (2004, 2007)
- Dzsidzsi a Kiki, a boszorkányfutár című japán rajzfilmben (1989)
- Félix, a macska, a legelső rajzfilmhős (1920)
- Figaro Disney Pinokkió – feldolgozásában (1940)
- Filemon és Bonifác a Filemon című rajzfilmsorozatban (1972, 1979, 1981)
- Francis és más macskák a Felidae – Karmok harca című neo-noir rajzfilmben (1994)
- Garfield, képregény- és filmhős (1978)
- Giovanni Gatto, Fritz Teufel, Safranek és más macskák a Macskafogó című rajzfilmben (1986)
- Heathcliff a Heathcliff & the Catillac Cats sorozatban (1984–1987)
- Hógolyó I. és II. A Simpson családban (1989)
- Kandúr Bandi, az Inci és Finci sorozat főszereplője (1958–1962)
- Leopold, szovjet rajzfilmsorozat főszereplője (1975–1987)
- Lucifer a Hamupipőke című Walt Disney-rajzfilmben (1949)
- Luna, Artemisz és Diana, a Varázslatos álmok (Sailor Moon) rajzfilmsorozat szereplői. (1991–1997)
- A Macskafogó és Macskafogó 2 című magyar film szereplői (1986)
- A Macskarisztokraták című Disney-film szereplői (1970)
- Maffia – a Mézga család macskája (1969)
- Mici – kidobott házi macska a Volt (Bolt) című rajzfilmben (2008)
- Oggy, az Oggy és a svábbogarak főszereplője (1998)
- Oliver, az Oliver és társai című Disney rajzfilm főhőse (1988)
- Pukkandúr, Girnyau, a Chip és Dale – A Csipet Csapat című rajzfilmsorozatban (1989)
- Romy hercegnő – A 80 nap alatt a Föld körül Willy Foggal című rajzfilmsorozat szereplője (1984)
- Tigris, a perzsamacska a Túl a sövényen című rajzfilmben (2006)
- Tom, a Tom és Jerry főszereplője (1940–1967)
- Turpi úrfi a Hanna-Barbera rajzfilmekben (1961–1962)
- Simon's Cat- rövid animációk főszereplője. (2008–)
- Szerénke és Lukrécia – Bálint Ágnes televízióra is alkalmazott meséje, a Frakk, a macskák réme két szereplője (1971–1984)
- Sziamiau Hókuszpók macskája a Hupikék törpikékben (1981–1987)
- Szilveszter, a Csőrike és Szilveszter főszereplője (1945–1965)
- Zéró és Piroska gengsztermacskák Az erdő kapitánya című rajzfilmben (1988)
- Nepp József: Megalkuvó macskák vagy Macskaduett (Hofi Géza és Koós János duettje) (1979)

#### Macskák bábfilmekben
- Macskák a Mekk Elek, az ezermester című bábfilmsorozatban
- Cicamica a Futrinka utca című bábfilmben (Szerző: Bálint Ágnes) (1979)
- Cicavízió: népszerű tévéműsor az 1960-as évek közepén (Mazsola, Manócska, Cicamica, stb.) (1961)
- Mirr-Murr, a kandúr (1971–1974) és Oriza Triznyák, a kóbormacska (Forgatókönyv: Csukás István, rendező: Foky Ottó)

### Zene

#### Klasszikus zene
- Heinrich Ignaz Franz von Biber: Sonata representativa, 7. tétel: Die Katz
- Domenico Scarlatti: Macskafúga
- Gioachino Rossini: Macskaduett (1825, valódi szerzője: Robert Lucas de Pearsall)
- Sebő Ferenc – Weöres Sándor: Macska-induló
- Kálmán Imre: Csárdáskirálynő (Jaj cica eszem azt a csöpp kis szád… )
- Vasmacska – Biller Irén operettszínésznő gúnyneve.

### Musical
- Thomas Stearns Eliot – Andrew Lloyd Webber: Macskák (fordította: Romhányi József) (1981)

#### Könnyűzene
- Dankó Pista: Egy cica, két cica, száz cica, jaj!
- Hofi Géza és Koós János: Macska-duett (1979)
- KFT: Macska az úton (1982)
- Janet Jackson: Black Cat („fekete macska”) (1989)
- Kispál és a Borz: Macska (1991)
- Pink Floyd: Lucifer Sam (album: The Piper at the Gates of Dawn, 1967)
- Queen: Delilah (album: Innuendo, 1991)
- Ry Cooder: My Name is Buddy (album, 2007)
- The Cure: The Lovecats (kislemez, 1983)
- Vadmacskák női együttes
- The Cats: holland popegyüttes, 1970-es évek
- Jingle Cats: Mike Spalla producer popzenei projektje, valódi macskanyávogások alapján készített zeneszámok
- Pussycat Dolls: női énektrió
- What's New Pussycat (Mi újság, Cicamica): Engelbert Humperdinck dala
- The Cat Crept In (A macska beosont): a Mud együttes 1974-es dala
- Vladiswar Nadishana: Cat's Love Song:[19][20] Nadishana szibériai születésű zenész Basik nevű macskájának udvarló nyávogását felhasználva írt egy rövid zeneművet, melyet Andrej Melanyin koreográfus is felhasznált egy modern balettműben.[19]

Dal
A malomba', a malomba',

három tarka macska, három tarka macska.

Egyik szitál, másik rostál,

harmadik követ vág, harmadik követ vág.

### Festészet
- Leonardo da Vinci: Vázlatok egy macskával játszó fiúról (1470 végén)
- Leonardo da Vinci: Madonna a macskával (1480 körül, vázlat)
- Leonardo da Vinci: Macskák és párducok avagy Tanulmány a macskák mozgásáról és testhelyzeteiről (1517–1518, rajz)
- Albrecht Dürer: Ádám és Éva (1504, metszet)
- Hans Baldung: Asszony a macskával (1529)
- id. Peter Brueghel: Macskakoncert (16. század)
- Govaert Camphuysen: Macska madárral az ablaknál (1650 körül)
- David Teniers: Macska- és majomkoncert (17. század)
- Paul de Vos: Macskák összetűzése a konyhában (17. század)
- Frans Snyders: Macskák természetes halála (17. század)
- Jean-Baptiste-Siméon: A rája (1728)
- Jacques Couche: Macskák koncertje (1791)
- Jean-Jacques Bachelier: Madárra vadászó angóramacska (1761 körül)
- William Hogarth: A Graham-gyerekek (1742)
- Edouard Manet: Olympia avagy Vénusz macskával (1863)
- Auguste Renoir: Nő macskával (1875)
- Vaszary János: Lilaruhás nő macskával (1900)
- Bruck Lajos Kislány cicával (a szecesszió korából)
- Franz Marc: Fehér kandúr (1912)
- Berény Róbert: Macska és csendélet (1930)
- Pablo Picasso: Macska és madár (1939)
- Utagava Hirosige: Macska az ablakpárkányon
- Utagava Kunijosi: Lány macskával, Hűsölő macskák (19. század)

A macska feltűnik Tintoretto, Balthus és más művészek alkotásain is.

### Vallás, mitológia
- Básztet, egyiptomi macskaistennő
- A germán Freya istennő fogatát macskák vontatták.
- Jóllakötturinn, vagy Jóllaköttürinn, Jóllaköttur- A karácsonyi macska, izlandi mitikus lény. Egyes történetek szerint Grýla, az óriásasszony háziállata.
- A Mahábhárata 5. könyve tartalmaz egy bűnbánó macskáról szóló történetet.[24]
- A Sahih Bukhari, amely Mohamed próféta beszédeit és tetteit írja le, beszámol egy nőről, aki macskája halálra éheztetése miatt került a pokolba.[25]
- A Talmud dicsőíti a macskát és tartására biztat „a ház tisztán tartása” érdekében.[26] Megemlíti azt is, hogy a macska képes a lélek (shadim) észlelésére.[27]

## Macskák a tudományban
- Schrödinger macskája
- Macskagyökér – hatóanyaga, a valeriána közismert nyugtató- és altatószer-alapanyag
- Macskakarmolási betegség (a betegség jellegzetes tünetei a közepes láz, remegés, bágyadtság, megnagyobbodott nyirokcsomók, valamint bőrtünetek a jellemzőek)

## Szólások, mondások, közmondások
- "Kerülgeti, mint macska a forró kását."
- "Nincs otthon a macska, cincognak az egerek."

## Néprajz
- cicázás – játék, flörtölés
- fekete macska – babona, az előttünk az úton átmenő fekete macska rossz előjel
- kutya-macska barátság – rossz kapcsolat jellemzése
- macskaasztal – a gyermekeknek vendégség alkalmával vagy büntetésül külön terített kisebb asztal
- macskabál – gyermekbál
- macskabajusz – szétálló, erős szálú bajusz
- macskajaj – másnapos állapottal járó rossz közérzet; katzenjammer
- macskakaparás – csúnya írás
- macskakő – útburkolatként használatos kockakő, mely a régi, vasabroncsos kerekek miatt idővel domborúvá kopott
- macskaköröm – 1. macska karma 2. idézőjel, illetve az ismétlés jele
- macskaló – alacsony, sovány ló
- macskaméz – mézga
- macskamosakodás – gyors, felületes mosakodás
- macskaszem – 1. macska szeme 2. a macskáéhoz hasonló emberi szem 3. sötétben is látó szem 4. ékkőnek használt zöldesszürke kvarc 5. kerékpár, gépjármű hátulján, közlekedési oszlopon, iskolások táskáján stb.: fényt tükröző soklapú felület
- macskaszerenád – macskák párzási időszaka alatti több órás éjszakai nyávogásai
- macskatermészet – törleszkedő, hízelgő természet
- macskaugrás – kis távolság
- macskazene – 1. fülsértő, hamis zene 2. fülsértő zajongás valakinek a bosszantására, kigúnyolására (éjjel, ablaka alatt)
- zsákbamacska – kirakodóvásári attrakció, ismeretlen tartalmú zárt zacskók árusítása, amikben bármi lehet
- zsákbamacskát vesz – nem tudja igazán, mit vesz
- zsákbamacskát árul – titkolja igazi szándékát

## Vegyes
Az alábbi lista tételei csak közvetve kapcsolódnak a macskákhoz.
- Bemacskásodik a kötél – sokszori használat után a kötél megkeményedik, bekunkorodik, használata nehézzé válik
- Bemacskásodott – izmaink, lábaink használata az erőltetéstől nehézzé vált
- Bemacskásodott ruha – gyengébb minőségű pulóveren, pólón apró göbök megjelenése
- Chat Noir – „Fekete macska” kölnivíz
- Cicanadrág – gyermek és női hosszú kötött elasztikus nadrág, vagy lábfej nélküli harisnya
- Grumpy Cat, internetes híresség
- Kilencfarkú macska, főként a brit hadihajókon alkalmazott kilencágú korbács
- Macskabagoly
- Macskacápa
- Macskajaj – másnaposság
- Macskajancsi – újonnan börtönbe kerülő személy v. béna, szerencsétlen alak
- Macskakarom (Uncaria tomentosa) – Peruból származó gyógynövény
- Macskanyelv – nyelv alakú csokoládé édesség
- Parlagi macskatalp (Antennaria dioica) – növény, virágzata fészekvirágzat, termése kaszat
- Vasmacska – horgony
- Macskamenta – a macskákra különös hatással bíró növény
- Macskatöke, macskapöcse – apró, vékony termésű erőspaprika-fajták népszerű neve